# Kasteel van la Royère
Het Kasteel van la Royère, ook wel Kasteel van Néchin, is een van de oudste waterburchten gelegen nabij Estaimpuis in de Belgische provincie Henegouwen.

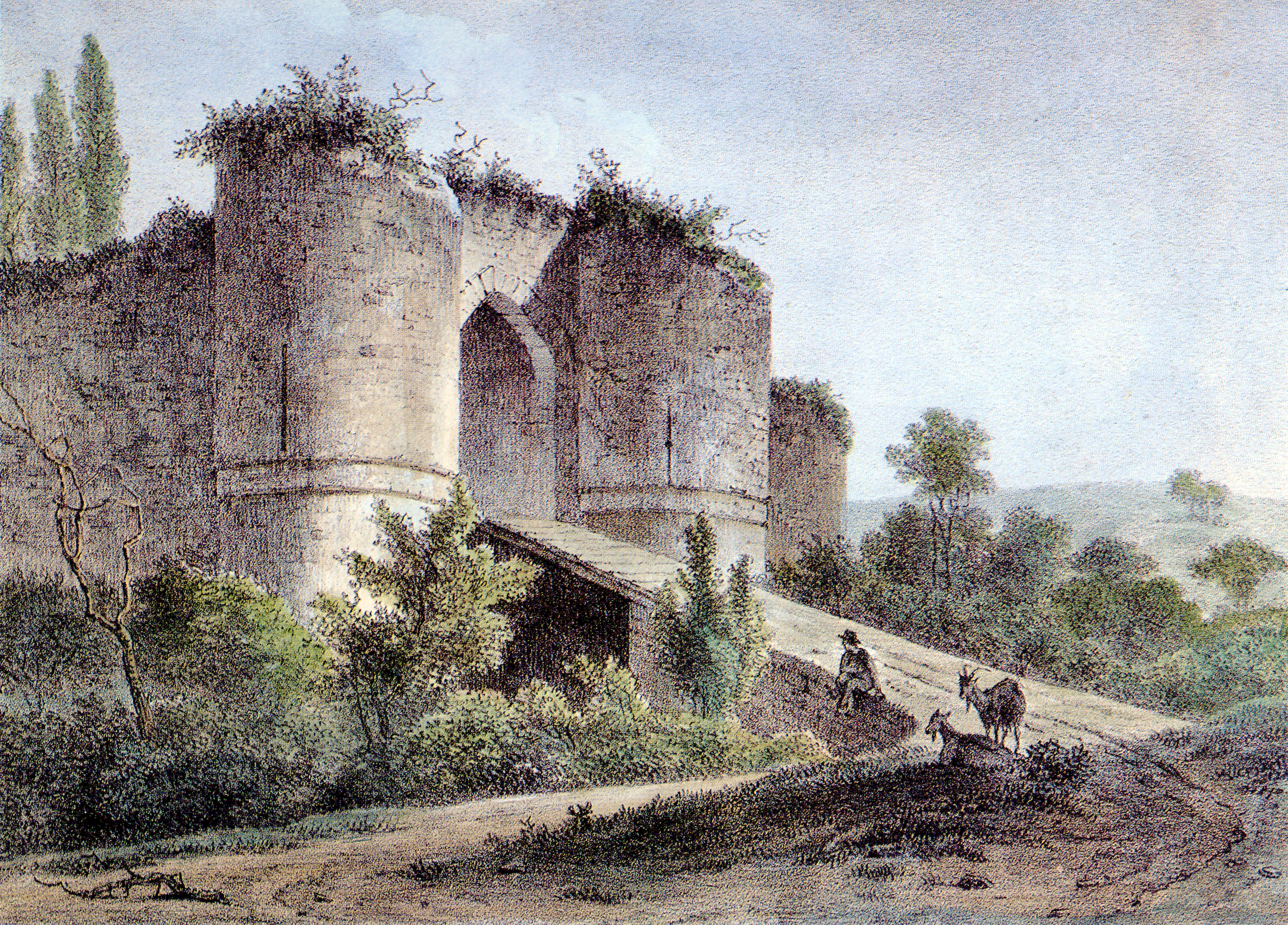
De ruïne in 1810 door J. B. de Jonghe
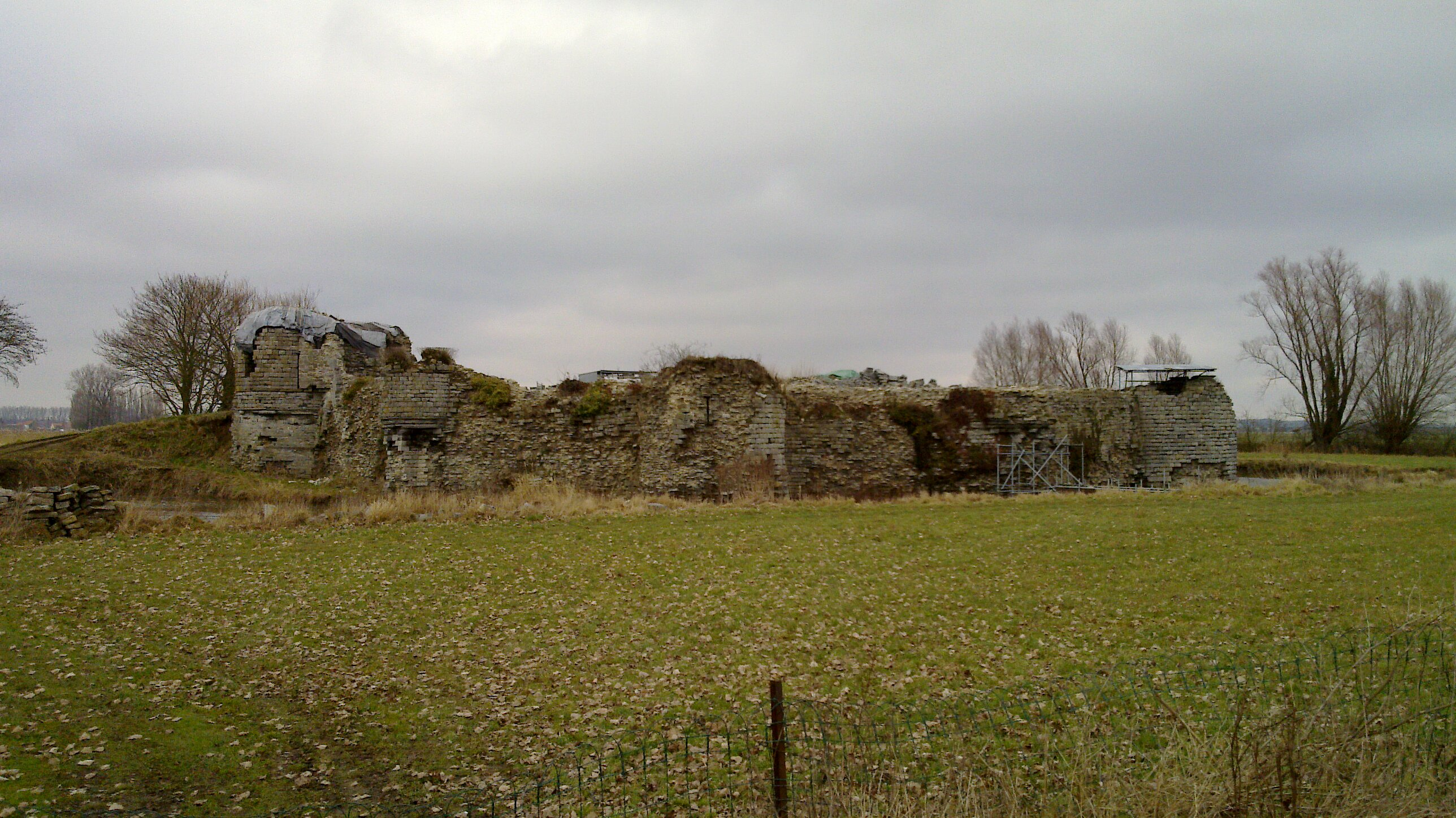
De ruïne in 2010
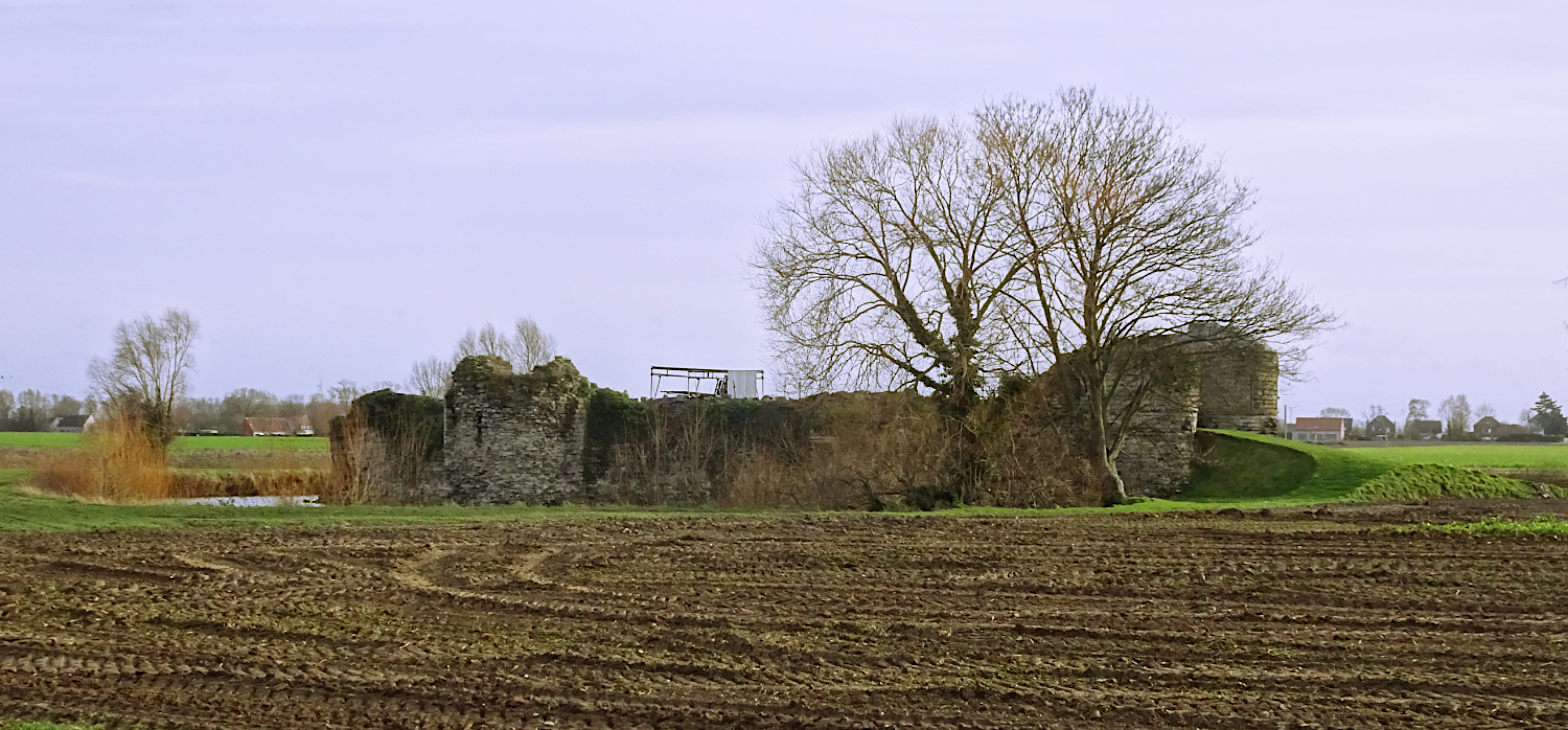
De ruïne in 2023.

Het werd gebouwd door Arnulf IV van Oudenaarde, een bekende Vlaamse kruisvaarder (begin 13e eeuw) die zich ook liet opmerken tijdens de Slag bij Bouvines.
Door zijn ligging tussen de rivieren Leie, Schelde en het dorp Spiere ligt de versterking op een zeer strategische plaats en sluit zo de Vlaamse vlakte af voor legers vanuit het zuiden.
De burcht speelde een rol tijdens de Guldensporenslag in 1302. Een Frans garnizoen maakte er de dienst uit. Na de slag werd het kasteel belegerd door Vlaamse milities uit Rijsel, Kortrijk en Ieper. Tijdens de Honderdjarige Oorlog namen roofridders er hun intrek. Met de opkomst van de artillerie nam het belang van het kasteel af als militaire versterking. De burcht is nu een ruïne die staat op de lijst van beschermd erfgoed in Estaimpuis. Er zijn werken aan de gang om het verval tegen te houden. Ondanks zijn unieke Romaanse architecturale eigenschappen is het een weinig bekende site.